# Utah Saints
Utah Saints ist ein englisches Produzenten-Duo aus Harrogate im Bereich elektronischer Tanzmusik. Es handelt sich um eine Mischung aus Rock und Elektro. 
Das Duo besteht aus Tim Garbutt (DJ) und Jez Willis, die beide aus Leeds kommen. 

## Diskografie

### Alben
- Utah Saints (1992)
- Two (2000)

### Singles
- What Can You Do For Me (1991)
- Something Good (1992)
- Believe In Me (1993)
- I Want You (1993)
- I Still Think of You (1994)
- Ohio (1995)
- Love Song (2000)
- Funky Music (2000)
- Sick (2002)
- Something Good ’08 (2008)
- What Can You Do For Me (vs. Drumsound & Bassline Smith) (2012)

## Sonstiges
Das Duo wurde insbesondere für die kreative Nutzung von Samples bekannt. So enthielt ihr Hit "What Can You Do To Me" solche von den Eurythmics und Gwen Guthrie, während ihr ebenso erfolgreiches Stück "Something Good" um Gesangs-Samples aus "Cloudbusting" von Kate Bush herum aufgebaut war. Andere Stücke basierten auf Samples von Human League ("Love Action") und Slayer ("I Want You").
Beim Videospiel Carmageddon TDR2000 sind die Songs Techknowledgy, Sick und Hands Up zu hören.
Beim Playstation-Spiel FIFA 2001 ist ein Song der Utah Saints zu hören.
Der Band-Name geht auf den letzten Satz im Film Raising Arizona zurück.